# Uwe Schäfer (pilote automobile)
Pour les articles homonymes, voir Schäfer.
Pas d'image ? Cliquez ici
Uwe Schäfer, né le 10 juillet 1963 à Rodheim-Bieber en Allemagne et mort le 11 mai 2004 à Usingen, est un pilote de course automobile allemand qui a participé à des épreuves d'endurance au volant de voitures de type Sport-prototype dans le Championnat du monde des voitures de sport, ainsi qu'aux 24 Heures du Mans, et aux 24 Heures de Daytona.

## Palmarès

### Résultats aux24 Heures du Mans
| Année | Écurie                          | Copilotes                       | Voiture      | Classe | Tours | Pos. | Class Pos. |
| ----- | ------------------------------- | ------------------------------- | ------------ | ------ | ----- | ---- | ---------- |
| 1987  | Fortuna Brun Motorsport         | Oscar Larrauri Jesús Pareja     | Porsche 962C | C1     | 40    | Abd. | Abd.       |
| 1988  | Repsol Brun Motorsport          | Jesús Pareja Massimo Sigala     | Porsche 962C | C1     | 372   | 7e   | 7e         |
| 1989  | Hydro Aluminium Brun Motorsport | Harald Huysman Dominique Lacaud | Porsche 962C | C1     | 351   | 10e  | 8e         |

### Résultats enChampionnat du monde des voitures de sport
| Année | Écurie          | Châssis      | Moteur                             | Classe | 1     | 2     | 3        | 4     | 5        | 6        | 7   | 8      | 9     | 10       | 11  | Points | Classement |
| ----- | --------------- | ------------ | ---------------------------------- | ------ | ----- | ----- | -------- | ----- | -------- | -------- | --- | ------ | ----- | -------- | --- | ------ | ---------- |
| 1987  | Brun Motorsport | Porsche 962C | Porsche Type-935 2.8L Flat-6 Turbo | C1     | JAR   | JER   | MON      | SIL 5 | LMS Abd. | NOR      | BHC | NÜR 12 | SPA 8 | FUJ Abd. |     | 4      | 47e        |
| 1988  | Brun Motorsport | Porsche 962C | Porsche Type-935 3.0L Flat-6 Turbo | C1     | JER 6 | JAR 4 | MON Abd. | SIL   | LMS 7    | BRN      | BHC | NÜR 11 | SPA   | FUJ      | SAN | 34     | 26e        |
| 1989  | Brun Motorsport | Porsche 962C | Porsche Type-935 3.0L Flat-6 Turbo | C1     | SUZ   | DIJ   | JAR      | BHC 9 | NÜR 12   | DON Abd. | SPA | MEX    |       |          |     | 4      | 49e        |